# ISTJ

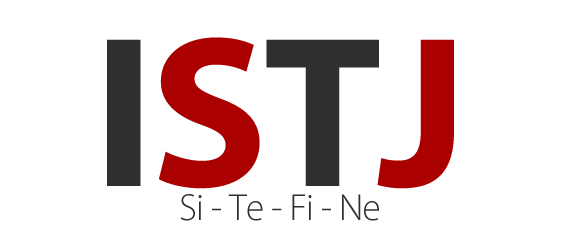

ISTJ (ang. Introverted Sensing Thinking Judging – Introwertyk Percepcjonista Myśliciel Sędzia) – jeden z typów osobowości według wskaźnika MBTI oraz innych jungowskich testów osobowości. Osoby o tym typie łączą introwersyjną percepcję z ekstrawersyjnym myśleniem. Przede wszystkim są skoncentrowane na wnętrzu, gdzie rozpatrują sprawy używając pięciu zmysłów; w dosłowny, konkretny sposób. Ich drugorzędny styl życia jest skierowany na zewnątrz, gdzie zajmują się sprawami racjonalnie i logicznie.
ISTJ są cichymi i skrytymi osobami, lubiącymi poczucie bezpieczeństwa i spokojne życie. Mają silne wewnętrzne poczucie obowiązku, które daje im motywację do wykonywania zadań. Są zorganizowani i metodyczni, więc mają szansę powodzenia w każdym zadaniu, którego wykonania się podejmą. Zawsze dotrzymują obietnic, przez co zdarza się, że praca, którą muszą wykonać, nawarstwia się. Mogą mieć trudności z odmówieniem, kiedy zostanie na nich nałożona zbyt duża ilość pracy, ponieważ mają silne poczucie obowiązku. Z tego powodu często pracują długie godziny i mogą być nieświadomie wykorzystywani. Jeżeli ISTJ uważa, że zadanie, które ma wykonać, jest potrzebne, aby osiągnąć cel, będzie pracować przez długi czas, wkładając w to dużo energii. Będzie się jednak sprzeciwiać traceniu energii na coś, co według niego nie ma sensu. ISTJ wolą pracować samotnie i lubią być odpowiedzialni za to, co robią, ale jeżeli sytuacja tego wymaga, potrafią pracować zespołowo. 

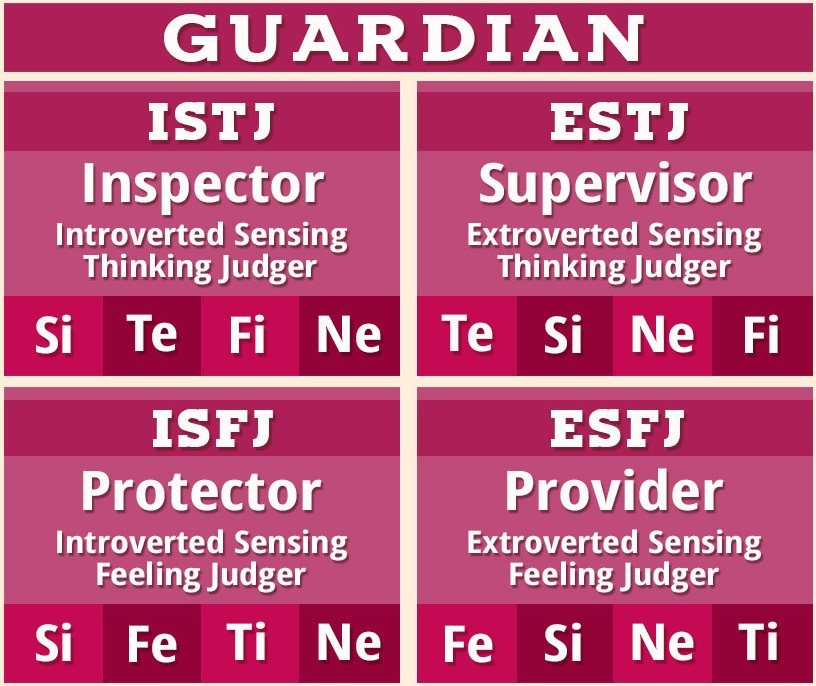
ISTJ należy do czwórki Strażników według teorii MBTI.

ISTJ są bardzo lojalni, wierni i niezawodni. Dużą wagę przykładają do szczerości i prawości. Są „dobrymi obywatelami”, na których można polegać w ważnych dla rodziny i wspólnoty sprawach. Są dobrymi rodzicami i poważnie traktują swoją rolę rodzica. Generalnie traktują sprawy bardzo poważnie, ale mają również niekonwencjonalne poczucie humoru i mogą lubić się bawić – szczególnie podczas rodzinnych i związanych z pracą spotkań. 
ISTJ przejawiają tendencję do wierzenia w prawo i tradycje i oczekują tego samego od innych. Nie czują się komfortowo, łamiąc prawo i zasady. Uważają, że wszystko powinno być robione zgodnie z procedurami i planem, ale jeżeli zobaczą ważny powód dla wychodzenia poza ustanowiony sposób robienia czegoś, poprą ten wysiłek. Jeżeli ISTJ nie rozwinął dobrze swojej intuicyjnej strony, może stać się przesadnie obsesyjny na punkcie struktury i nalegać, żeby robić wszystko „zgodnie z podręcznikiem”.
ISTJ nie współgrają naturalnie ze swoimi uczuciami oraz uczuciami innych. Mogą czuć się niekomfortowo, wyrażając swoje emocje. Ich silne poczucie obowiązku i zdolność do zauważenia, co powinno zostać zrobione w każdej sytuacji, pozwala im jednak na pokonanie naturalnych zastrzeżeń i zwykle wspierają i troszczą się o osoby, które kochają. Jeśli zauważą emocjonalne potrzeby bliskich osób, robią wszystko, aby te potrzeby zaspokoić. 
ISTJ mają zwykle wspaniałe poczucie przestrzeni i upodobania artystyczne. Ich domy często są gustownie umeblowane. Chcą być w otoczeniu, które spełnia ich potrzeby porządku i piękna. 
Pod wpływem stresu ISTJ mogą wpaść w zły nastrój i skupiać się tylko na tym, co może pójść źle. Tracą wtedy swoją zdolność do rozpatrywania spraw spokojnie i rozsądnie.